# Ibrahim Hakki Paša
Ibrahim Hakki Paša (1862 Istanbul – 29. července 1918 Berlín) byl osmanský státník, který sloužil jako velkovezír říše v letech 1910-11. Byl také osmanským velvyslancem v Německu a Italském království. Paša také strávil velké množství času v
Londýně od ledna 1913 do začátku první světové války, kde spolupracoval na plánech železnice mezi Berlínem a Bagdádem a druhé balkánské války. Během tohoto času se paša setkal i s králem Jiřím VI. Získal řád hvězdy Karađorđe.